# Barbara Morgan
Barbara Radding Morgan (ur. 28 listopada 1951 we Fresno, stan Kalifornia) – amerykańska nauczycielka i astronautka.

## Wykształcenie oraz służba wojskowa
- 1974 – na Uniwersytecie Stanforda uzyskała licencjat z biologii człowieka.
- 1974–1975 – w rezerwacie Indian w Montanie pracowała w szkole podstawowej (Arlee Elementary School) jako nauczycielka matematyki i nauki czytania.
- 1975–1978 – była nauczycielem w McCall-Donnelly Elementary School w mieście McCall (stan Idaho), gdzie uczyła tych samych przedmiotów.
- 1978–1979 – przez rok uczyła w amerykańskiej szkole (Colegio Americano de Quito) w stolicy Ekwadoru Quito.
- 1979 – powróciła do McCall-Donnelly Elementary School. Jej podopiecznymi byli uczniowie klas trzecich i czwartych. Pracowała w tej szkole do 1998 tj. do momentu przejścia do NASA.

## Praca w NASA i kariera astronauty

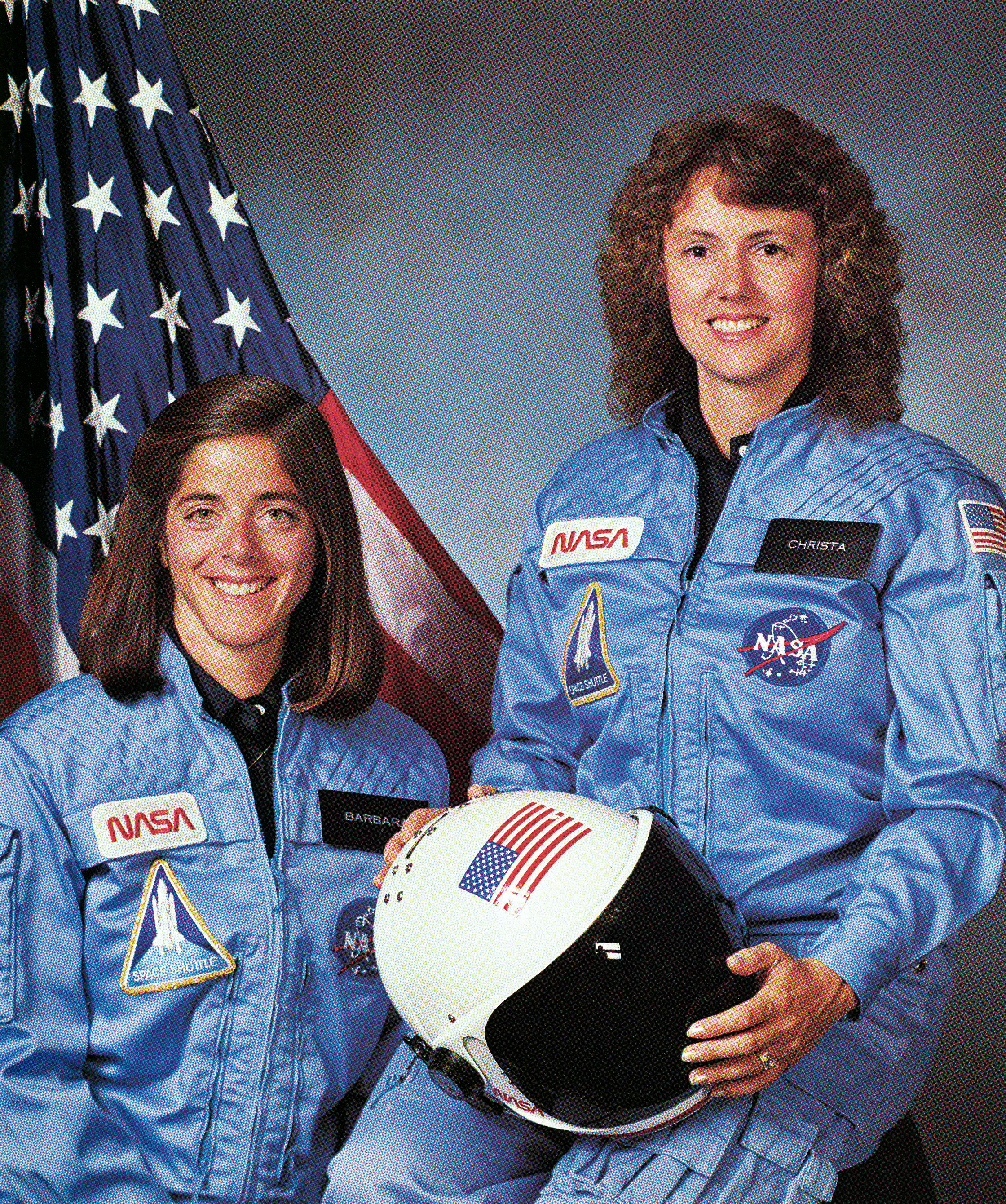
Barbara Morgan i Christa McAuliffe. Zdjęcie z okresu przygotowań do lotu STS 51-L (1985-1986)

- 1985 – 1 lipca została przyjęta do korpusu amerykańskich astronautów jako kandydat na specjalistę ładunku w ramach programu „Nauczyciel w kosmosie”. Razem z Barbarą Morgan kandydatką do lotu została Christa McAuliffe. Wybrano je spośród 11 000 ochotników. Ostatecznie do udziału w misji STS-51-L wybrano McAuliffe, a Morgan została jej dublerką. W zespole astronautów była do 28 stycznia 1986 tj. do dnia tragicznie zakończonego startu wahadłowca Challenger. W NASA pozostała do lipca 1986.
- 1998 – 4 czerwca przyjęto ją bez procedury kwalifikacyjnej do 17. grupy astronautów NASA. Było to możliwe dzięki wznowieniu programu „Nauczyciel w kosmosie”. W ten sposób NASA wyraziła jej swoje uznanie za wkład jaki wniosła podczas przygotowań do misji STS-51L.
- 2000 – zakończyła dwuletnie przeszkolenie podstawowe, po którym otrzymała uprawnienia specjalisty misji – pedagoga (Educator Mission Specialist). Po kursie skierowano ją do pracy w Biurze Astronautów NASA. Była operatorem łączności (CAPCOM) utrzymującym kontakt z załogami przebywającymi na orbicie. Później trafiła do działu robotyki (Robotics Branch).
- 2002 – 12 grudnia została mianowana specjalistą lotu w załodze misji STS-118. Start wahadłowca był zaplanowany na listopad 2003. Po katastrofie wahadłowca Columbia plan lotów został jednak gruntownie zmieniony, a misję przesuwano wielokrotnie.
- 2006 – w maju potwierdzono jej udział w locie STS-118, który odbył się pomiędzy 8 a 21 sierpnia 2007[1].

## Nagrody i odznaczenia
- Medal za Lot Kosmiczny
- NASA Headquarters Special Service Award
- NASA Public Service Group Achievement Award
- Challenger Center for Space Science Education Challenger 7 Award
- National Space Society Space Pioneer Award for Education
- Women in Aerospace Education Award
- Universal Astronaut Insignia za lot orbitalny (nr 459) – Stowarzyszenie Uczestników Lotów Kosmicznych (Association of Space Explorers(inne języki))[2]

## Życie prywatne
Wyszła za mąż za Claya Morgana. Mają dwóch synów.

## Wykaz lotów
| Loty kosmiczne, w których uczestniczyła Barbara Morgan                   | Loty kosmiczne, w których uczestniczyła Barbara Morgan | Loty kosmiczne, w których uczestniczyła Barbara Morgan | Loty kosmiczne, w których uczestniczyła Barbara Morgan | Loty kosmiczne, w których uczestniczyła Barbara Morgan | Loty kosmiczne, w których uczestniczyła Barbara Morgan | Loty kosmiczne, w których uczestniczyła Barbara Morgan |
| №                                                                        | Data startu                                            | Statek kosmiczny                                       | Data lądowania                                         | Statek kosmiczny                                       | Funkcja                                                | Czas trwania                                           |
| ------------------------------------------------------------------------ | ------------------------------------------------------ | ------------------------------------------------------ | ------------------------------------------------------ | ------------------------------------------------------ | ------------------------------------------------------ | ------------------------------------------------------ |
| 1                                                                        | 8 sierpnia 2007                                        | STS-118 Endeavour F-20                                 | 21 sierpnia 2007                                       | STS-118 Endeavour F-20                                 | Specjalista misji (MS-4)                               | 12 dni 17 godzin 55 minut i 34 sekundy                 |
| Łączny czas spędzony w kosmosie – 12 dni 17 godzin 55 minut i 34 sekundy |                                                        |                                                        |                                                        |                                                        |                                                        |                                                        |